# Blue Mountain Eagle
Blue Mountain Eagle was een niet lang bestaande Amerikaanse psychedelische- en acid rockband, die voortkwam uit New Buffalo Springfield in augustus 1969 en een enkel album opnam voor Atlantic Records/Atco Records van eigenaar Ahmet Ertegun.

## Bezetting
- Joey Newman[2] (leadgitaar, keyboards, zang)
- Bob 'BJ' Jones[3] (leadgitaar, zang)
- David Price[4] (ritmegitaar, zang)
- Randy Fuller[5] (basgitaar, gitaar, zang)
- Don Poncher[6] (drums, zang)
- David L. Johnson[7] (basgitaar, zang)
- Bill Halverson[8] (technicus, producent)

Jones en Johnson vormden vervolgens Sweathog in 1971. Newman ging naar Stepson en Poncher deed talloze sessies.

## Geschiedenis
Ritmegitarist/zanger David Price (geboren op 23 september 1944 in Ballinger, Texas) en drummer/zanger Don Poncher (geboren op 29 juli 1947 in Chicago, Illinois) waren oorspronkelijke leden van The New Buffalo Springfield, opgericht in september 1968 door Dewey Martin, de drummer van het oorspronkelijke Buffalo Springfield. David Price speelde eerder met The Chelsea uit Austin (Texas) in het midden van de jaren 1960 en kort met Armadillo uit Los Angeles in het midden van 1968. Price was ook de stand-in van Davy Jones in het tv-programma The Monkees dankzij zijn connecties met zijn oude vriend Michael Nesmith. Don Poncher, die op zijn zestiende met Tex Williams samenwerkte, speelde halverwege de jaren 1960 ook met Brothers Keepers in de San Fernando Valley. De nieuwe versie van de legendarische band, waaronder ook leadgitarist Gary Rowles, bassist Bob Apperson en hoornspeler Jim Price, speelde uitgebreid tussen november 1968 en februari 1969, voordat het implodeerde toen Stephen Stills en Neil Young juridische stappen ondernamen om te voorkomen dat Martin gebruik maakte van de naam Buffalo Springfield.
In het voorjaar van 1969 vormden Dewey Martin en David Price een tweede versie van New Buffalo Springfield met bassist/zanger Randy Fuller (geboren op 29 januari 1944 in Hobbs, New Mexico) (voorheen van Bobby Fuller Four) en lead-gitarist/zanger Bob BJ Jones (geboren op 9 november 1942 in Woodbury (New Jersey) overleed op 15 juni 2013 in Sioux Falls, South Dakota), die kort met Little Richard had gewerkt. De nieuwe bezetting, nu onder de naam Blue Buffalo, nam een aantal nummers op voor Atlantic Records die nooit waren voltooid en in juni voegde tweede leadgitarist Joey Newman van de band Touch zich bij de band. Newman (geb. Vern Kjellberg, 29 augustus 1947 in Seattle, Washington) had eerder gewerkt met Don & The Good Times, The Liberty Party en Merrilee & the Turnabouts. Na een tournee door het noordwesten (aangekondigd als New Buffalo Springfield) in juli 1969, ontsloegen de muzikanten Dewey Martin en keerden ze terug naar Los Angeles, waar ze Don Poncher uit de eerdere bezetting toevoegden.
In augustus nam de band de naam Blue Mountain Eagle aan, die de muzikanten hadden overgenomen uit een krant in Grant County (Oregon) tijdens hun verblijf bij Dewey Martin. Nadat Ahmet Ertegun ze persoonlijk bij Atlantic Records had gecontracteerd, nam de band zijn enige album live op in één sessie in de studio's van Wally Heider in Los Angeles in december 1969. De band toerde uitgebreid en opende voor Santana, Jimi Hendrix, Love, Pink Floyd en vele anderen. In april 1970 vertrok Randy Fuller om kort toe te treden tot Dewey Martins Medicine Ball en de band rekruteerde studiobassist David L. Johnson (geboren op 21 oktober 1945 in Burbank) van The Beach Boys en de tourneeband van Dr. John. De opvolgende maand bracht Atlantic Records het gelijknamige enige album van de band uit, waarvan slechts enkele duizenden exemplaren werden verkocht. De band nam vervolgens een versie van Stephen Stills' Marianne op als single, maar toen dat geen hit werd, ontbond de band rond september 1970.